# W New York Union Square
El W New York Union Square, antiguamente conocido como Germania Life Insurance Company Building, es un edificio histórico ubicado en Nueva York, Nueva York. El edificio se encuentra inscrito  en el Registro Nacional de Lugares Históricos desde el 25 de mayo de 2001. 

## Ubicación
El W New York Union Square se encuentra dentro del condado de Nueva York en las coordenadas 40°44′12″N 73°59′21″O / 40.736667, -73.989167.